# Krush Groove
 (juin 2024).
Si vous disposez d'ouvrages ou d'articles de référence ou si vous connaissez des sites web de qualité traitant du thème abordé ici, merci de compléter l'article en donnant les références utiles à sa vérifiabilité et en les liant à la section « Notes et références ».
Pour plus de détails, voir Fiche technique et Distribution.
Krush Groove est un film américain réalisé par Michael Schultz, sorti en 1985.

## Fiche technique
- Titre original et français : Krush Groove
- Réalisation : Michael Schultz
- Scénario : Ralph Farquhar
- Musique : David Lombard
- Pays de production :  États-Unis
- Société de production : Crystalite Productions, Film Development Fund et Visual Eyes Productions
- Genre : Comédie dramatique, film musical
- Durée : 97 minutes
- Date de sortie : 25 octobre 1985

## Distribution
- Blair Underwood : Russell Walker
- Sheila E. : elle-même
- Rev Run : Run Walker
- Run-DMC : Rev Run / Darryl McDaniels / Jam Master Jay
- Fat Boys : Prince Markie Dee / Kool Rock Ski / The Human Beat Box)
- Kurtis Blow : lui-même
- New Edition : Ralph Tresvant / Bobby Brown / Michael Bivins / Ronnie DeVoe / Ricky Bell)
- Beastie Boys : eux-mêmes
- LL Cool J : lui même
- Russell Simmons : Crocket
- Richard Gant : Jay B.
- Lisa Gay Hamilton : Iesha
- Rick Rubin : lui-même
- Nayobe : lui-même
- Vicky Ruane : la fille du vendredi
- Dr. Jeckyll & Mr. Hyde : Andre Harrell / Alonzo Brown
- Brian "B-Fine" et Paul Anthony George de Full Force : les gardes du corps de Jay B.
- Sal Abbatiello : lui-même

## Distinctions
- 1 prix nommé aux Razzie Awards en 1986 :
  - Pire chanson originale (Kurtis Blow, Damon Wimbley, Darren Robinson et Mark Morales)